# Fumaria capreolata
Fumaria capreolata — вид квіткових рослин родини руткові (Fumariaceae). Етимологія: лат. capreolata — «вусата».

## Опис
Однорічна трав'яниста рослина, що досягає висоти зростання від 20 до 100 сантиметрів. Стебло голе, витке або повзуче. Листя перисто-розсічене. Гермафродитні квітки зигоморфні. Суцвіття містять до 20 з фіолетовими кінчиками від білого до кремового кольору квіток, які з'являються навесні й улітку. Вони поступово стають рожевий після запилення. Віночок (9) 10–12 (13) мм. Плоди від 2 до 3 мм.

## Поширення
Батьківщина. Європа: Бельгія; Швейцарія; Ірландія; Об'єднане Королівство; Албанія; Боснія і Герцеговина; Хорватія; Греція; Італія; Словенія; Франція; Португалія; Іспанія [вкл. Канарські острови]; Північна Африка: Алжир; Єгипет; Лівія; Марокко; Туніс; Західна Азія: Кіпр; Єгипет — Синай; Ізраїль; Ліван; Туреччина. Кавказ: Грузія. Натуралізований: Австралія; Нова Зеландія; Словаччина; Аргентина; Чилі; Уругвай. Полюбляє ґрунти, багаті азотом. Росте на культивованих полях.

## Галерея

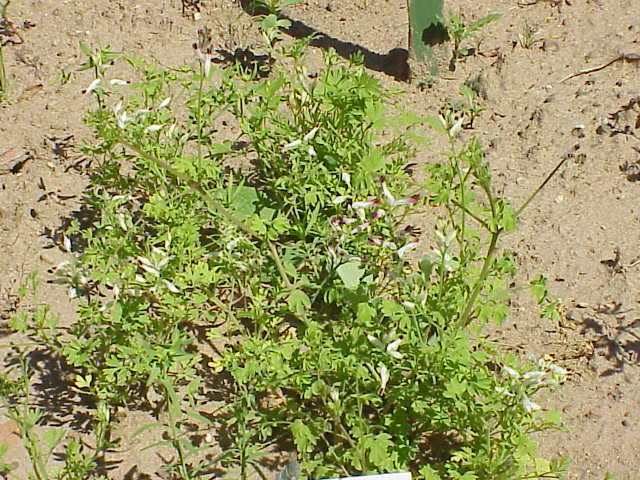
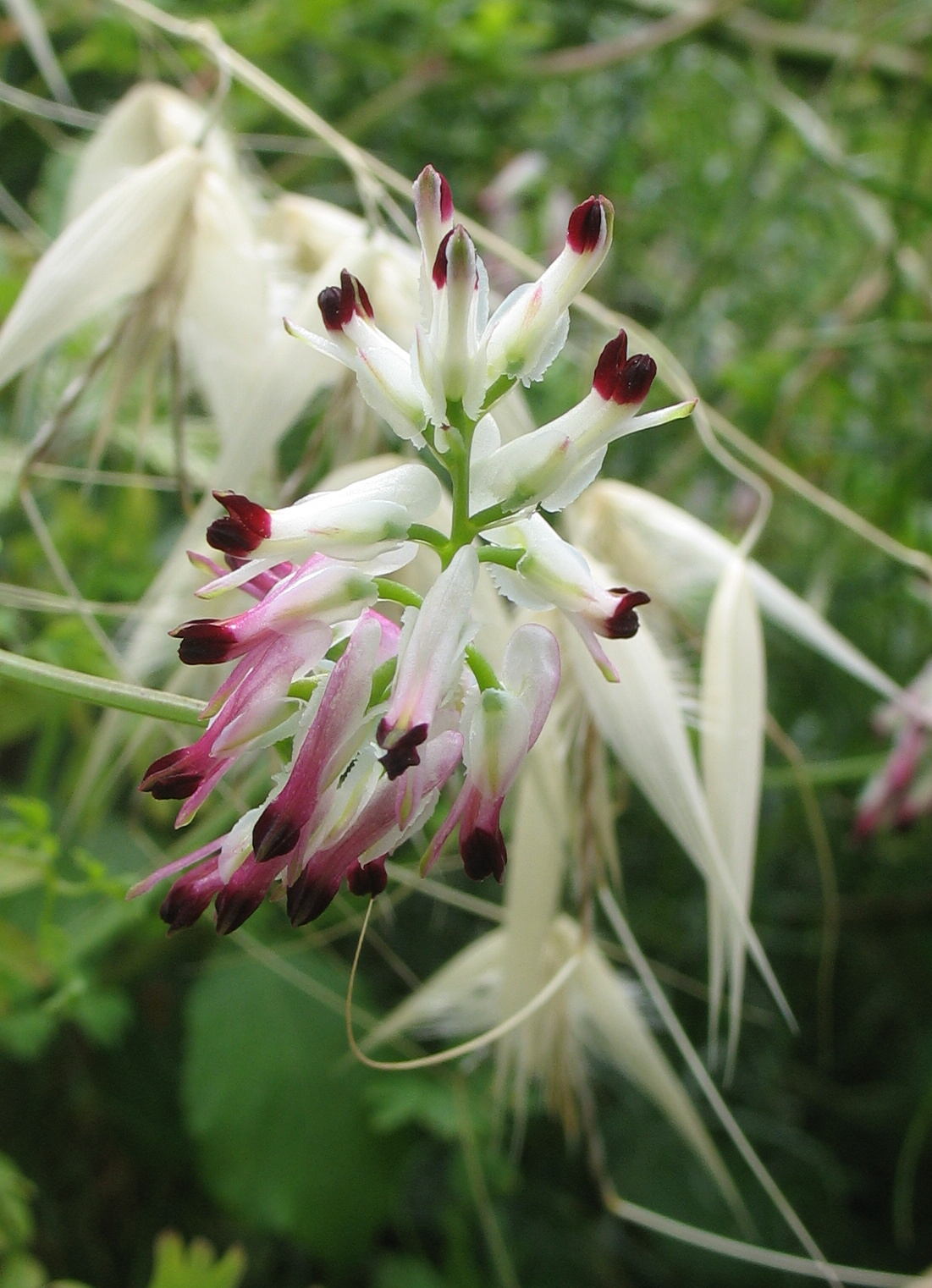
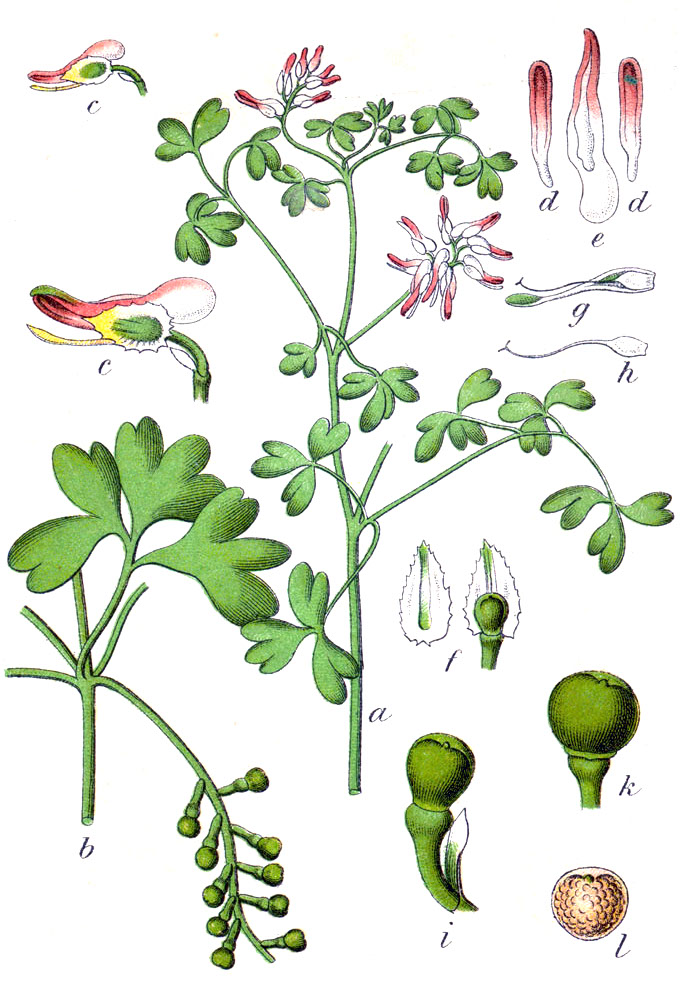
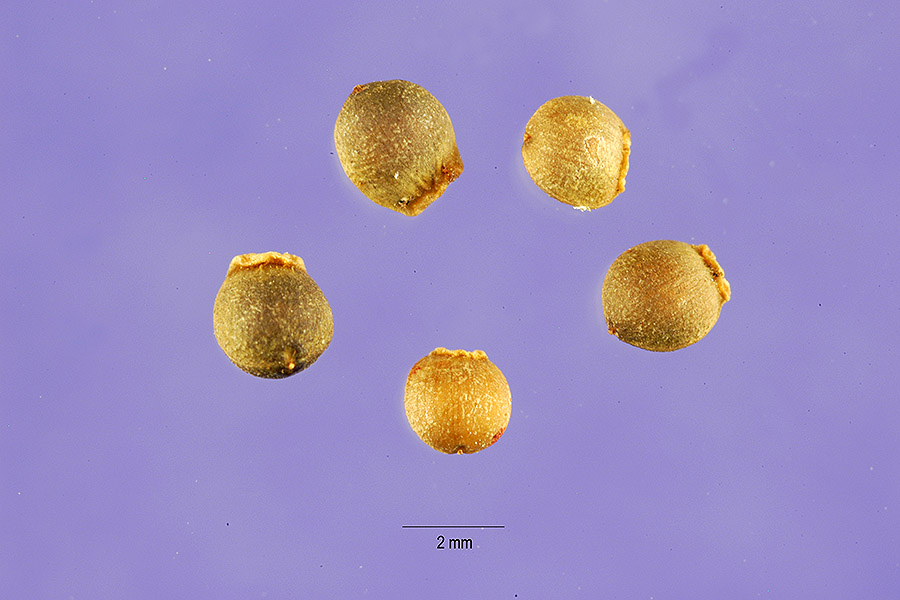